# Чи Хёнджон
Чи Хёнджо́н (кор. 지현정; род. 6 декабря 1971) — южнокорейская фигуристка и тренер по фигурному катанию.

## Биография
Родилась 6 декабря 1971 года. Училась в средней школе Синса. Встала на коньки в пять или шесть лет.
До перехода к тренерской деятельности была фигуристкой, выступала в одиночном катании. В 1980-е годы входила в состав сборной Республики Корея. Дважды участвовала в чемпионате мира. На чемпионате мира 1987 года заняла двадцать второе место, а чемпионате мира 1988 года финишировала двадцать девятой.
По завершении соревновательной карьеры стала тренером по фигурному катанию. Под руководством Чи в свои юниорские годы каталась будущая «королева фигурного катания» Ким Ёна.
В 2019 году начала тренировать южнокорейского одиночника Чха Джунхвана, который ранее занимался у Брайана Орсера в Торонто, Канада. Чха, за время сотрудничества с Чи, стал чемпионом четырёх континентов (2022) и занял пятое место на Олимпийских играх (2022).
На чемпионате мира в 2023 году ученики Чи завоевали две серебряные медали — Чха Джунхван в мужском одиночном катании и Ли Хэин в женском катании. Другая её воспитанница — Ким Чхэён — заняла на чемпионате мира 2023 года шестое место.
Кроме того, Чи тренировала многих членов национальной сборной Республики Корея, в том числе Квак Минджон и Пак Соён.
Была признана лучшим тренером по фигурному катанию 2023 года по версии Союза конькобежцев Республики Корея.